# Sajida al-Rishawi
Sajida al-Rishawi ou Sajida Al-Richaoui, née le 1er mars 1970 et morte par pendaison le 4 février 2015, est une djihadiste irakienne. Condamnée à mort en Jordanie pour son implication dans les attentats du 9 novembre 2005 à Amman qui ont fait 54 victimes, elle est exécutée le 4 février 2015 après l'annonce de l'exécution du pilote Mouath al-Kassaesbah par l'État islamique.